# Schlacht von Cissa
Koordinaten: 41° 6′ 57″ N, 1° 14′ 59″ O
Saguntum – Lilybaeum II – Rhone – Ticinus – Trebia – Cissa – Trasimenischer See – Ager Falernus – Geronium – Cannae – Nola I – Nola II – Ibera – Cornus – Nola III – Beneventum I – Syrakus – Tarentum I – Capua I – Beneventum II – Silarus – Herdonia I – Obere Baetis – Capua II – Herdonia II – Numistro – Asculum – Tarentum II – Neu Karthago – Baecula – Grumentum – Metaurus – Ilipa – Crotona – Große Felder – Cirta – Zama
Die Schlacht von Cissa war ein Gefecht zwischen den karthagischen Streitkräften unter Hanno und römischen Truppen unter Gnaeus Cornelius Scipio Calvus  im Jahr 218 v. Chr. zu Beginn des Zweiten Punischen Kriegs. Schauplatz war Cissa in Spanien, die Schlacht endete mit einem römischen Sieg.

## Vorgeschichte
Hannibal hatte im Sommer 218 v. Chr. das heutige Spanien zwischen Ebro und Pyrenäen erobert und war dann mit seinem Heer durch Südgallien Richtung Italien marschiert, während sein Bruder Hasdrubal und ein Feldherr Hanno, möglicherweise ebenfalls ein Verwandter Hannibals, zur Bewachung Spaniens zurückblieben.
Die Römer entsandten einen der Konsuln des Jahres 218 v. Chr., Publius Cornelius Scipio, mit vier Legionen und sechzig Schiffen nach Spanien. Scipio versuchte, Hannibal in Südgallien zu stellen, konnte die Alpenüberquerung des karthagischen Heeres jedoch nicht verhindern. Daraufhin kehrte er nach Italien zurück, während sein Bruder Gnaeus Cornelius Scipio Calvus mit einem Teil der Streitkräfte nach Spanien weiterfuhr, wo er mit etwa 20.000 Mann bei Emporiae landete.

## Die Schlacht
Hanno war völlig überrascht über eine Konfrontation mit den Römern, er hatte von Hannibal versichert bekommen, dass die Mobilisierung der römischen Armeen mindest solange dauern würde wie der Marsch bis über die Pyrenäen. Als er sich von der römischen Übermacht angegriffen sah, ließ er die gesamten Fußtruppen in offener Formation auf das römische Hauptheer zustürmen, doch war das Heer, das sich zum Teil aus keltiberischen Söldnern zusammenstellte, den vier römischen Legionen hoffnungslos unterlegen. Auf Seiten der Karthager wurden 6.000 Männer getötet, 2.000, darunter auch Hanno selbst, ergaben sich und kamen in Kriegsgefangenschaft. Die Restlichen versuchten die Flucht über den Ebro, viele der Infanteristen wurden allerdings vom Strom mitgerissen oder ertranken in den Fluten; nur den 1000 Reitern gelang es fast vollzählig zu fliehen und Hannibal von der Niederlage zu berichten. Die genaue Lokalisierung des Ortes Cissa, möglicherweise der einheimische Name des späteren Tarraco, ist aus den Quellen nicht eindeutig zu erschließen (siehe Tarraco#Vorgeschichte und Zweiter Punischer Krieg).

## Folgen
Die erste Schlacht im Zweiten Punischen Krieg auf hispanischem Boden war für die Römer ein klarer Sieg, Scipio Calvus konnte sich in Spanien festsetzen.